# Olivier Tchatchoua
Olivier Tchatchoua Siewe (1982. április 4. –) kameruni válogatott labdarúgó. Tagja volt a 2001-es konföderációs kupán részt vevő válogatottnak.